# Kazimierz Boreyko
Kazimierz Boreyko herbu własnego (zm. 2 września 1752 roku) – chorąży latyczowski w latach 1748-1749, łowczy lwowski w latach 1729-1748, pułkownik królewski.
Był synem Jana, starosty pobersztyńskiego, i Katarzyny z Terleckich. Porucznik chorągwi pancernej pułku ordynacji ostrogskiej, chorąży latyczowski, jak również poseł na sejmy.. Poseł województwa bracławskiego, na sejm 1733 roku. Jako poseł na sejm konwokacyjny 1733 roku z powiatu czerwonogrodzkiego był członkiem konfederacji generalnej zawiązanej 27 kwietnia 1733 roku na tym sejmie. Był elektorem Stanisława Leszczyńskiego w 1733 roku. Konsyliarz i delegat w konfederacji dzikowskiej w 1734 roku.
Poseł na sejm nadzwyczajny pacyfikacyjny 1736 roku z województwa bracławskiego. Poseł na sejm 1744 roku z województwa podolskiego. Poseł na sejm nadzwyczajny 1750 roku z województwa podolskiego.
Zmarł 2 września 1752 r., pochowany we Lwowie, uroczystości pogrzebowe odbyły się w dniach 25–26 września 1752 r. w tamtejszym kościele Bernardynów.